# FKスロガ・ドボイ
FKスロガ・ドボイ（FK Sloga Doboj）は、ボスニア・ヘルツェゴビナのスルプスカ共和国ドボイをホームタウンとするサッカークラブである。

## 歴史
1945年に創設された。
クプ・レプブリケ・スルプスケ初年度の1993-94シーズンに決勝に進出したが、0-0（PK戦 6-7）でコザラ・グラディシュカに敗れて準優勝に終わった。
プルヴァ・リーガRS初年度の1995-96シーズンに西地域に参加して4位、1996-97シーズンに西地域で3位の成績を残した。
2005年に通算2回目のクプ・レプブリケ・スルプスケ決勝に進出したが、2-3でイェディンストヴォ・ブルチコに敗れた。

## 歴代所属選手
- アレクサンダー・ドゥリッチ 1984-1987